# Milo Đukanović
Milo Đukanović (en serbe cyrillique : Мило Ђукановић, prononciation : /ˈmilɔ ˈdʑukanɔʋitɕ/), né le 15 février 1962 à Nikšić, est un homme d'État monténégrin.
Engagé en politique sous la république socialiste du Monténégro puis sous la république autonome yougoslave du Monténégro, devenue indépendante en 2006, il est Premier ministre à quatre reprises : de 1991 à 1998, de 2003 à 2006, de 2008 à 2010 et de 2012 à 2016. Il occupe également par deux fois la présidence du Monténégro : de 1998 à 2002 et de 2018 à 2023.
Membre à partir de 1979 de la Ligue des communistes de Yougoslavie (SKJ), il est un proche allié de Slobodan Milošević lors de la révolution anti-bureaucratique (1988-1989) et de la dislocation de la Yougoslavie (1991-1992). Il adhère en 1991 au Parti démocratique des socialistes du Monténégro (DPS) – qu'il préside depuis 1998 – et dirige un temps la coalition centriste Monténégro européen.
Au cours de son premier passage à la tête du gouvernement, il prend part au siège de Dubrovnik et soutient le référendum de 1992 sur l'indépendance du Monténégro, qui aboutit au maintien du pays dans la Yougoslavie. En 1996, Milo Đukanović prend cependant ses distances avec Slobodan Milošević et le gouvernement fédéral, abandonnant la vision traditionnelle conjointe serbe et monténégrine pour le nationalisme monténégrin.
Lors de l'élection présidentielle de 1997 (en), il l'emporte de justesse face à Momir Bulatović, à l'origine d'une scission du DPS. En 1999, il négocie avec les pays occidentaux pour limiter les frappes au Monténégro à l'occasion des bombardements par l'OTAN. Après la chute de Milošević, il signe un accord avec le nouveau gouvernement serbe aboutissant à la Charte constitutionnelle de Serbie-et-Monténégro et au référendum de 2006 sur l'indépendance du Monténégro. Il soutient l'adhésion de son pays à l'OTAN et à l'UE. Sur le plan économique, il abandonne le dinar yougoslave pour le Deutsche Mark et privatise des entreprises publiques au profit d'investisseurs étrangers.
Milo Đukanović redevient président du Monténégro, devenu indépendant, à la suite de l'élection présidentielle de 2018. Plusieurs scandales de corruption entourant son parti déclenchent l'année suivante des manifestations anti-gouvernementales, tandis qu'une loi controversée sur la religion provoque une autre vague de protestations (en). Lors des élections législatives de 2020, pour la première fois en trois décennies, l'opposition devance le DPS et ses alliés. Briguant un nouveau mandat à l'élection présidentielle de 2023, Milo Đukanović est battu par Jakov Milatović.
À la fin de son second mandat présidentiel, il est le dirigeant européen en fonction demeuré le plus longtemps au pouvoir après le Biélorusse Alexandre Loukachenko, et le dernier homme d'État issu de la période des guerres de Yougoslavie. Alors que son régime est parfois présenté comme autoritaire, autocratique ou comme une kleptocratie, l'ONG Freedom House range le Monténégro parmi les régimes hybrides et non pas au sein des démocraties. Surnommé « le Seigneur du Monténégro » pour sa longévité au pouvoir ainsi pour ses liens supposés avec le crime organisé, Đukanović est classé en 2010 parmi les vingt dirigeants mondiaux les plus riches par The Independent.

## Origines et jeunesse
Né dans une famille de la classe moyenne supérieure (son père Radovan est juge, sa mère Stana infirmière), Đukanović grandit avec son frère Aleksandar et sa sœur Ana. Il fait ses études dans sa ville natale, Nikšić jusqu'à la fin du secondaire puis intègre la faculté d'économie à Titograd où il obtient un diplôme en tourisme en 1986.

## Parcours politique

### Débuts (1979-1989)
En 1979, alors qu'il est encore au lycée, Đukanović rejoint la Ligue des communistes de Yougoslavie. En tant que membre de diverses sections de jeunes, il sort rapidement du lot, gagnant le surnom de « Britva » (rasoir droit) grâce à sa rhétorique fort directe et brillante. Il progresse rapidement dans l'appareil du Parti et lors du mouvement de la « révolution anti-bureaucratique » de 1989, il devient membre du comité central, le plus important organe de décision du Parti.

### Ascension (1989-1991)
Collaborant activement avec des membres plus expérimentés de la Ligue communiste tels Momir Bulatović et Svetozar Marović, Đukanović n'a que 26 ans quand le trio monte en puissance au Monténégro le 10 janvier 1989. Ils poussent dehors les vieux apparatchiks du régime en menant le mouvement de la prétendue « révolution anti-bureaucratique », un putsch administratif au sein même de la Ligue des communistes orchestré par Slobodan Milošević et l'appareil de la sécurité d'État.
En quelques jours ils mettent à la porte Miljan Radović (président de la Ligue des communistes du Monténégro) et Božina Ivanović (en) (président de la République socialiste du Monténégro) les remplaçant par des personnalités acquise à leur cause, respectivement Milica Pejanović-Đurišić et Branko Kostić. Le président du Conseil exécutif (gouvernement) Vuko Vukadinović (en) qui avait initialement réussi à se maintenir à son poste après le putsch doit cependant quelques mois après céder sa place à Radoje Kontić (en).
Đukanović, Bulatović et Marović galvanisent l'opinion publique au Monténégro en rassemblant des ouvriers et en les convoyant en bus jusqu'à la capitale Titograd afin qu'ils manifestent devant l'Assemblée. Bien que nombreux sont ceux qui mettent en cause la Sûreté d'État pour le rôle qu'elle aurait joué dans le transfert forcé du pouvoir (Slavko Perović (en) parmi beaucoup d'autres), il est indéniable que le trio bénéficie d'une image de « jeunes, beaux et intelligents » (mladi, lijepi i pametni), qui influence beaucoup de gens.
En moins d'un an, le système du parti unique est aboli et le trio débaptise la branche monténégrine de la Ligue des communistes qui devient le Parti démocratique socialiste du Monténégro (DPS).

### Premier ministre (1991-1998)
Le 15 février 1991, jour de ses 29 ans, Đukanović parvient au poste de Premier ministre avec l'assentiment du président serbe de cette époque, Slobodan Milošević. Đukanović est alors le plus jeune chef de gouvernement de toute l'Europe. Cette fonction constitue également le premier travail salarié de toute sa vie.
De 1991 à 1997, il aligne ses positions sur celles de Milošević. Le rassemblement à grande échelle par le Monténégro des réfugiés bosniaques et par la suite leur livraison aux forces serbes de Bosnie a lieu alors que Đukanović est Premier ministre.
Đukanović rend souvent visite à des unités de réservistes et de volontaires qui combattent sur les lignes de front du Konavle et de Dubrovnik en 1991. Parmi les déclarations qu'il fait à l'époque, on peut retenir celle où il dit « commencer à détester le jeu d'échecs à cause de la šahovnica » (le blason croate à damiers), ainsi qu'une déclaration agressive tenue lors d'un discours public lors de l'assaut sur Dubrovnik : « il est temps d'établir une bonne fois pour toutes une frontière la plus solide possible avec la Croatie, mais ce sera une frontière bien plus juste et réaliste que celle qui existe qui a été dessinée par les cartographes bolchéviques ».
Bien qu'ayant été marxiste dans sa jeunesse, Đukanović est présenté comme étant « le genre d'homme politique qui a la photo de Margaret Thatcher sur son bureau ». Il est vu d'un bon œil par les investisseurs étrangers. Dans les années 1990, il oblige rapidement les coopératives ouvrières à devenir entreprises d'État, les privatisant dans la foulée.
En 1996, il commence à s'écarter de Milošević, le critiquant ouvertement dans une interview à l'hebdomadaire belgradois Vreme. À cette époque, Milošević fait face à une critique acerbe en Serbie en particulier au sein du mouvement étudiant de l'hiver 1996-1997. Ceci contraste radicalement avec la position de Momir Bulatović qui, en plus d'être président de la République, dirige alors le Parti démocratique socialiste du Monténégro pro-Milošević.

### Président de la République (1998-2002)
Très vite, le protégé de Bulatović prend le contrôle à la fois du parti et de l'État au détriment de son mentor. Đukanović obtient une mince majorité au sein du DPS, un levier politique qu'il utilise alors rapidement pour évincer du parti tous les partisans de Bulatović tandis que simultanément il prend le contrôle des médias d'État et de l'appareil sécuritaire avec l'aide de son allié du DPS, Vukašin Maraš.
Puis en juillet 1997, Đukanović décide de briguer le poste de président de la République face à Bulatović. Au premier tour de l'élection présidentielle le 5 octobre suivant, il obtient 2 000 voix de moins que Bulatović mais, pour le second tour, trois candidats qui totalisent 11 000 voix négocient leur soutien à Đukanović. Le 19 octobre, les résultats du vote donnent une marge d'avance de 5 000 voix à Đukanović qui recueille 29 000 voix de plus qu'au premier tour. Les partisans de Bulatović mettent en doute la régularité de ce second tour et refusent d'en reconnaître les résultats, organisant de violentes manifestations à Podgorica en janvier 1998. Cependant, les résultats sont confirmés et Đukanović prête serment en qualité de président de la République le 15 janvier 1998.
Cette victoire consolide la position hégémonique de Đukanović au Monténégro, Bulatović son ancien mentor est complètement hors jeu et désormais tous les leviers de pouvoir (le DPS, le gouvernement, le Parlement et la Présidence) se retrouvent entre les mains de Đukanović et de ses amis politiques.
Déjà distant de Milošević et de son régime, Đukanović pousse cette politique plus loin, assurant néanmoins à tous ses interlocuteurs qu'il envisage le futur du Monténégro au sein du même pays avec la Serbie. Il essaye vraiment de donner l'impression que tous les problèmes qui surgissent au Monténégro en ce qui concerne sa participation à la République fédérale de Yougoslavie ont uniquement à voir avec le régime autoritaire de Milošević et non avec les forces démocratiques de Serbie ni avec le peuple Serbe. Il déclare le 27 février 1999 : « Le Monténégro n'est pas la Slovénie, c'est une partie de la Yougoslavie et il entend le rester ».

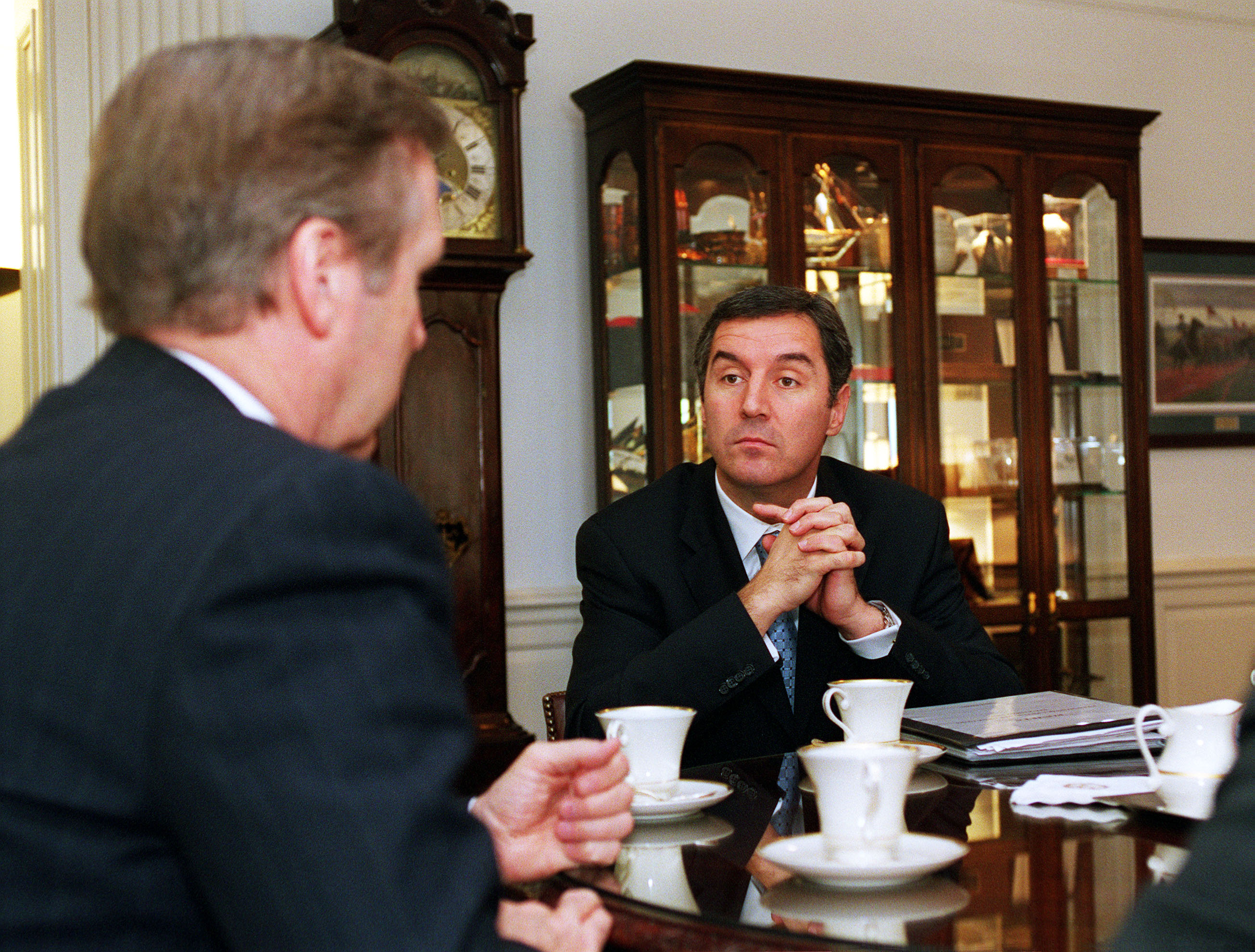
Đukanović avec le secrétaire à la Défense William Cohen (à gauche) dans son bureau au Pentagone le 4 novembre 1999.

En 1998, l'Occident commence aussi à tourner le dos à Milošević. Naturellement Đukanović devient automatiquement un allié local de ce changement de point de vue. C'est extrêmement clair après la fin du bombardement de l'OTAN quand la Yougoslavie est plongée dans un profond isolement diplomatique. Milošević et les membres de son clan sont considérés comme des parias par chaque gouvernement occidental. Ainsi Đukanović devient l'un des seuls hommes politiques de Yougoslavie avec qui ils peuvent dialoguer ouvertement. Ils sont prêts à mettre de côté le passé communiste de Đukanović et sa position initiale en faveur de la guerre en Croatie ; si bien qu'il peut régulièrement rencontrer les chefs de l'administration Clinton tels la secrétaire d'État Madeleine Albright, le secrétaire de la Défense William Cohen et le conseiller à la sécurité nationale Sandy Berger ainsi que le Premier ministre britannique Tony Blair, son ministre des Affaires étrangères Robin Cook et le secrétaire général de l'OTAN Javier Solana durant toute cette période.
Certains créditent Đukanović du fait que le Monténégro a été largement épargné des bombardements dévastateurs qui détruisent les infrastructures de Serbie.
En tout cas cette relation spéciale perd en intensité après octobre 2000, quand Milošević est finalement évincé et que la coalition dirigée par Zoran Đinđić et Vojislav Koštunica prend le pouvoir à Belgrade.
Peu après le changement politique en Serbie, Đukanović change encore une fois d'orientation politique et, commence ouvertement à mettre en avant l'idée de l'indépendance du Monténégro.

### Premier ministre à trois reprises (années 2000)
À partir de la chute de Milošević et jusqu'à la reconnaissance de l'indépendance du Monténégro en juin 2006, Đukanović lutte contre la Serbie au sujet de l'indépendance du Monténégro. Son engagement pro-indépendance se traduit par un compromis où l'on peut voir la main de l'Union européenne et de son haut représentant de la politique étrangère alors récemment nommé, Javier Solana qui se traduit par la création de la Communauté d'États Serbie-et-Monténégro remplaçant la République fédérale de Yougoslavie qui n'était plus formée que de ces deux États. Mais cela produit des retombées négatives dans le camp de ses soutiens qui désirent qu'il revendique la pleine souveraineté. En conséquence lors du référendum de 2006 sur l'indépendance du Monténégro, il prend fortement parti pour l'indépendance dont il est considéré comme le père.
Le 20 juin 2006, Đukanović crée le ministère de la Défense et se place temporairement à la tête de celui-ci jusqu'au 3 octobre suivant, ce qui entraîna un concert de critique de la part de différentes ONG qui signalent que cela constitue une infraction claire à la constitution monténégrine et à la loi sur les conflits d'intérêts qui toutes deux interdisent aux membres du gouvernement le cumul des portefeuilles ministériels. En plus de son poste de Premier ministre puis du portefeuille de la Défense, Đukanović se nomma ensuite président du Conseil national du développement soutenable, membre du Conseil pour l'intégration européenne, et président de l'Agence pour la promotion des investissements étrangers.
Le 3 octobre 2006, Đukanović annonce qu'il ne se représente pas au poste de Premier ministre bien qu'il conserve les rênes du DPS. Željko Šturanović, considéré comme un proche allié et précédemment ministre de la Justice dans le cabinet de Đukanović, est désigné pour lui succéder le 4 octobre. Celui-ci démissionne pour raison de santé en février 2008 et Đukanović est investi pour un troisième mandat de Premier ministre le 29 février 2008. Le 9 octobre suivant, son gouvernement reconnaît l'indépendance du Kosovo. Il démissionne de nouveau le 21 décembre 2010, quelques jours après l'obtention par le Monténégro du statut de candidat à l'adhésion à l'Union européenne. Remplacé par le vice-Premier ministre et ministre des Finances Igor Lukšić, il conserve toutefois la présidence du DPS. Il reprend toutefois ses fonctions après les élections législatives de 2012.
En octobre 2016, son parti remporte ses neuvièmes législatives depuis 1991, sans décrocher toutefois la majorité absolue. Confronté à une opposition politique grandissante au sein de son pays – notamment à la suite de l'adhésion de celui-ci à l'OTAN, il annonce qu'il renonce à diriger le gouvernement.

#### Politique économique
Sa politique économique est axée sur le développement du tourisme et les privatisations. Le chantier naval de Tivat, qui fit la fierté de la marine yougoslave, est racheté dès l'indépendance du Monténégro par le milliardaire canadien Peter Munk et converti en marina pour riches étrangers. La fonderie d’aluminium de Podgorica — la seule grande industrie du pays —, est cédée en 2005 à l’homme d'affaires russe Oleg Deripaska, lequel s'est par ailleurs associé au banquier britannique Jacob Rothschild et à l’oligarque français Bernard Arnault dans le projet de bâtir « un nouveau Monaco » sur les rives de l’Adriatique. Beaucoup d'anciens terrains militaires ont été revendus aux investisseurs, notamment aux enfants du président azerbaïdjanais Ilham Aliyev et au milliardaire égyptien Samih Sawiris, qui y font construire un complexe de luxe et des résidences. Des réseaux criminels ont également su tirer profit du développement frénétique des activités touristiques et investi dans des projets d’hôtels, de casinos ou de parcs de loisirs. L’hôtel Splendid, la plus emblématique de ces constructions, a hébergé les mariages fastueux des enfants du plus puissant « parrain » du Monténégro, Branislav Mićunović, en présence des élites du pays.
Les privatisations ont favorisé la corruption et enrichi les proches du pouvoir. Ainsi, d'après Milka Tadić Mijović, présidente du Centre d’investigation journalistique, « ceux qui sont au sommet prennent la plus grande part de la corruption. Depuis trente ans, la plupart des entreprises publiques ont été privatisées de façon occulte. Ðukanović et sa famille sont devenus les personnes les plus riches du pays. Son frère Aleksandar, qui était sans emploi, contrôle le capital du plus grand établissement financier du Monténégro, Prva Banka. Sa sœur Ana, qui était juge durant les privatisations, possède l’un des plus gros cabinets juridiques. Un investisseur étranger qui ne veut pas avoir de problèmes aura intérêt à passer par les services de ce cabinet. »
Cette politique a aussi contribué à renforcer les disparités régionales et inégalités sociales. Le taux de chômage grimpe à 36,6 % dans la partie nord du pays, contre 3,9 % dans la région côtière, tandis qu'un quart de la population vit sous le seuil de pauvreté (2018).

### En retrait du gouvernement (2016-2018)
En réalité, il continue à jouer un rôle important au Monténégro, puisque c'est son vice-président qui le remplace et que Milo Đukanović reste à la tête de son parti politique.

### Président de la République (2018-2023)

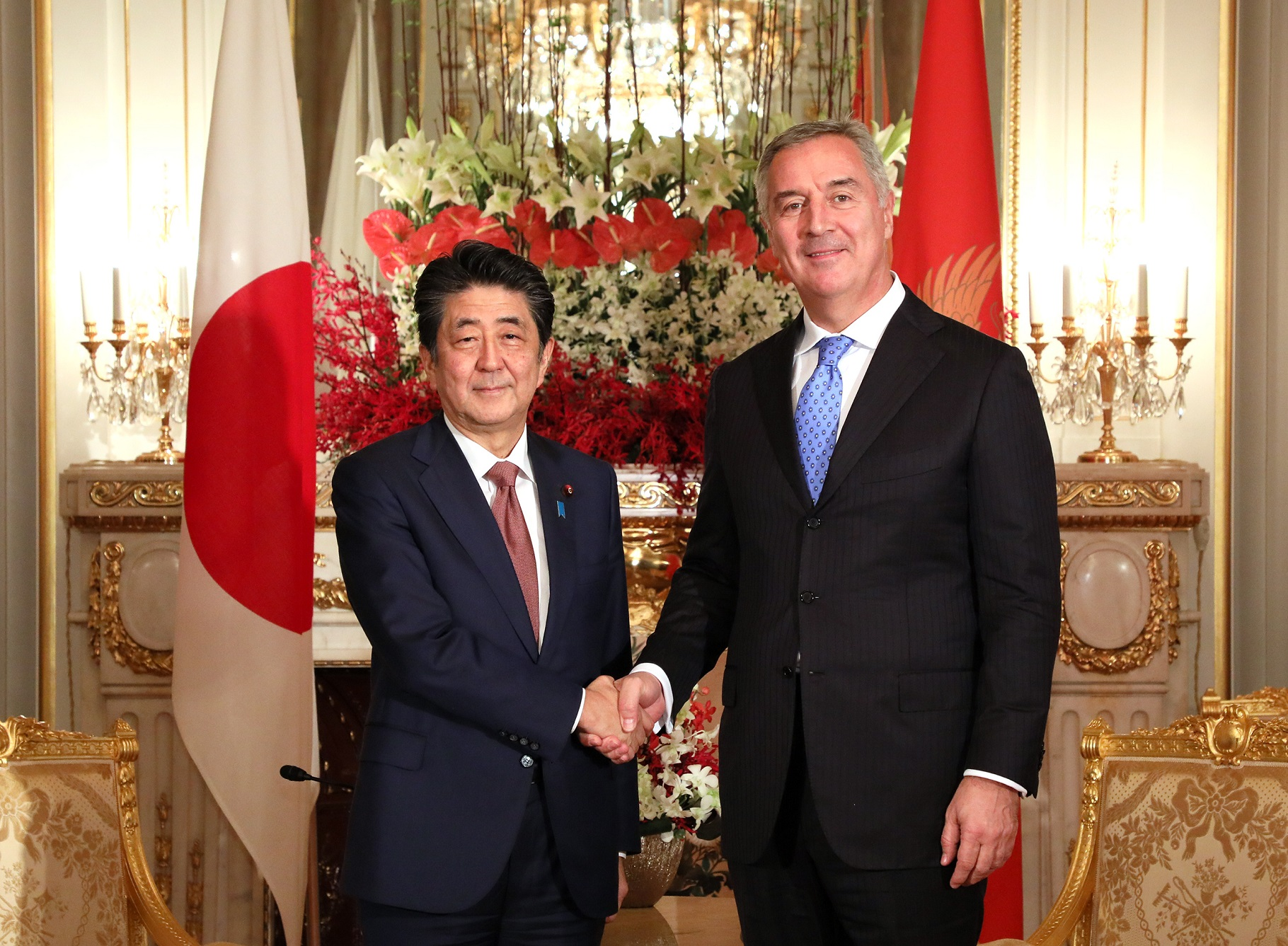
Milo Đukanović et le Premier ministre du Japon, Shinzō Abe, en 2019.

Le 15 avril 2018, Milo Đukanović est élu président du Monténégro au premier tour de scrutin avec plus de 54 % des voix. Il prend ses fonctions le 20 mai suivant.
L'année suivante, des manifestations anti-gouvernementales ont lieu alors que le parti au pouvoir est au centre de scandales de corruption et de détournement de fonds publics. La loi transférant la propriété des bâtiments et des domaines religieux construits avant 1918 de l'Église orthodoxe monténégrine à l'État monténégrin déclenche une nouvelle vague de protestations (en). En septembre 2021, Milo Đukanović appelle à des manifestations contre l'intronisation du chef de l’Église orthodoxe serbe au Monténégro, l'évêque Joanikije, l'accusant d’être lié au gouvernement serbe.
Pour la première fois en trois décennies, les élections législatives de 2020 donnent une majorité à l'opposition, bien que le DPS arrive en tête du scrutin. Milo Đukanović est alors contraint de confier à Zdravko Krivokapić la tâche de former un nouveau gouvernement. Le gouvernement tombe en 2022, lors d'une crise politique qui amène au pouvoir un gouvernement minoritaire.
Candidat à nouveau quinquennat lors de l'élection présidentielle de 2023,  Milo Đukanović arrive en tête du premier tour avec 35,4 % des suffrages exprimés. Mais son adversaire, novice en politique, Jakov Milatović, bénéficie d'un bon report de voix des candidats éliminés au premier tour et l'emporte au second tour.

## Controverses

### Enquête en Italie sur de présumées activités illégales
Pendant des années, Milo Đukanović a été accusé de liens personnels et politiques et à une large diffusion au Monténégro de tabac de contrebande dans les années 1990. En mai 2010, il est reconnu par le journal britannique The Independent, comme le 20e dirigeant le plus riche au monde, sa fortune est estimée à 10 millions de livres (environ 11,5 millions d’euros). Selon une enquête et un rapport interne compilé en 1997 par la Guardia di Finanza (les douanes et la police financière italiennes), le Monténégro est le cœur de la contrebande de cigarettes en Europe, divisé en hiérarchie entre les différents familles criminelles de la mafia sicilienne, la Camorra et la Sacra Corona Unita. Le rapport affirme que la contrebande de tabac en Europe a provoqué environ 700 millions de dollars par année en pertes pour les gouvernements et les négociants légitimes.
Divers rapports[Lesquels ?] rattachent et impliquent Đukanović dans les affaires avec les différents boss de la Mafia napolitaine Camorra[réf. nécessaire], tel Ciro Mazzarella qui a été arrêté en 1993 à Lugano.
Depuis, les services italiens ont découvert que d'autres groupes mafieux comme ceux de Francesco Prudentino, Gerardo Cuomo, Filippo Messina sont étroitement liés à Đukanović et à son parti politique[réf. nécessaire].
En 1996 en Italie, la police de lutte anti-mafia a enregistré une conversation téléphonique entre Cuomo et Santo Vantaggiato, un fugitif recherché par la police italienne qui serait caché au Monténégro. Les deux hommes ont débattu de l'élection au Monténégro et Cuomo a assuré qu'il était proche de hauts responsables politiques du Monténégro. Il a indiqué que si ses « amis » étaient réélus, il serait « beaucoup plus fort ». Vantaggiato a été assassiné au Monténégro deux ans plus tard dans une guerre entre mafias rivales.
En juillet 2003, le bureau du procureur de Naples a nommément cité Đukanović comme rouage  essentiel dans le commerce illicite de tabac et  l'accuse d'avoir utilisé le Monténégro comme point de transit pour des millions de cigarettes de contrebande à travers la mer Adriatique vers Italie puis de revente à la mafia italienne pour la distribution dans toute l'UE .
Entre autres, la cour a indiqué que Đukanović a fait tout son possible en précisant qu'il a utilisé des méthodes « cruelles et honteuses » pour détruire des preuves et saboter l'enquête.

### Mandat d'arrêt pour crime mafieux et destruction de preuve
Le 16 avril 2003, le juge des enquêtes préliminaires dans Naples a rejeté la demande du Bureau d'un mandat pour l'arrestation de Đukanović, affirmant qu'il est à l'abri d'une arrestation en tant que Premier ministre. Le Bureau a enquêté sur lui pendant un certain temps et maintenant, il l'a accusé de « crimes de type mafieux » et a, en outre, demandé son arrestation comme mesure de précaution pour l'empêcher de commettre plus de crimes et stopper la destruction de preuves pour que l'enquête puisse se poursuivre.
Le 28 décembre 2004, ce tribunal a statué en faveur de l'ouverture d'un mandat. Il a fait valoir que le Monténégro n'est pas plus protégé par son statut de chef d'État. Đukanović n'avait pas l'immunité diplomatique. La cour a également ajouté que si Đukanović n'était pas au courant de la gravité de ses crimes, ce n'est pas un argument pour ne pas l'arrêter.
À la mi-2005, Robert Amoroso, un conseiller juridique italien du ministère des Affaires étrangères, a confirmé le mandat d'arrêt de Đukanović en déclarant que « Đukanović sera arrêté si jamais il met le pied en Italie. »
Depuis le référendum sur l'indépendance au Monténégro, Đukanović a ouvertement utilisé les changements dans le statut du Monténégro pour pouvoir bénéficier de l'immunité diplomatique. Le rendant ainsi intouchable par la justice.
Mis en cause à partir de 2002 par des repentis de la Sacra corona unita et de la Camorra, Milo Đukanović n'a pas été poursuivi car il était protégé par son immunité de chef du gouvernement. Et a ainsi échappé aux poursuites du parquet de Naples, ainsi que quinze de ses proches collaborateurs et un de ses ministres, Miroslav Ivanević. L'enquête s'est tout de même poursuivie et il a été découvert par les magistrats italiens, Eugenia Pontassuglia et Giuseppe Scelsi que Đukanović est l'homme clé d'une organisation mafieuse de 1994 à 2000 alors qu'il était chef du gouvernement du Monténégro. Le 3 octobre 2006, après qu'il a perdu son immunité, la justice italienne et européenne s'intéresse à nouveau à son cas.

### Centre de coordination pour la prévention du crime
En 2015, le réseau de journalistes d'investigation OCCRP (Le Centre de coordination pour la prévention du crime) a nommé Milo Đukanović « personnalité de l'année dans le domaine du crime organisé ».  L'ampleur de la corruption de Đukanović a conduit à des manifestations de rue et à des appels à son renvoi.

### Absence de liberté de la presse au Monténégro
Sous le gouvernement de Đukanović, un climat de terreur a été instauré au Monténégro vis-à-vis des médias indépendants. En 2004, le journaliste Duško Jovanović, rédacteur en chef du quotidien Dan, est abattu à Podgorica. Dans un premier temps, Damir Mandić, un expert en arts martiaux, est arrêté et condamné, mais il est libéré en seconde instance. Au cours du procès, les médias ont souligné les liens entre les juges et le régime au pouvoir,. Pour les journalistes, la résolution du meurtre du journaliste est indispensable et fait office de symbole de leur lutte pour le liberté de la presse. Les journalistes subissent régulièrement des intimidations comme l'explosion de leur voiture, des attaques à la bombe contre leurs locaux, des blessures par balle et campagnes de diffamation menées par des journaux proches du pouvoir,. En août 2011, l'Allemagne menace de suspendre les négociations avec le Monténégro sur son adhésion à l'UE en raison du non-respect de la liberté de la presse.

### Fortune et évasion fiscale
À la tête d'une fortune estimée à 11,5 millions d'euros en 2010, il est classé cette année-là par le journal The Independent au 20e rang des dirigeants les plus riches du monde.
Son nom est mentionné dans les Pandora Papers en octobre 2021. Lui-même et son fils y sont cités comme les propriétaires de trusts aux îles Vierges britanniques. Sa sœur, Ana Kolarević, apparaissait déjà dans les Panama Papers en 2016.